# المحاكم القضائية الفرنسية
في فرنسا، تُمنح الاختصاصات القضائية للنظام القضائي الفرنسي للمحاكمة إما التقاضي بين الأشخاص (القانون المدني) أو في قضايا القانون الجنائي.  قد يتدخلون :
في موضوع الخلافات بين الأشخاص.
(عندما يُطلب من السلطة القضائية الإذن بشيء ما  لتغيير الحالة الاجتماعية على سبيل المثال)
يجوز للقضاء، على أساس استثنائي، أن يكون طرفا في نزاعات معينة بين الفرد والدولة أو غيرهم من الشخصيات العامه. قد يشمل هذا التقاضي مسائل نزع الملكية، على سبيل المثال، عندما لا يوافق الطرف الذي تمت مصادرته على مبلغ التعويض. كذلك ان وقوع حوادث المرور التي تنتمي فيها السيارة إلى الحكومة أيضًا ضمن اختصاص هذه المحكمة. و كذلك في هذه الحالة بالنسبة للمدني الذي يتمتع  بسلطة التصرف ؛  مثال آخر هو الحالة التي يتم فيها الطعن في أهلية التحكم في الهوية وتحتاج إلى تحديد.

## السياق القانوني
(توجد درجتان من الاختصاص ) غالبًا ما توجد في القانون الفرنسي:
•أحد الاختصاصات القضائية التي يتم فيها الحكم على احداث القضية على سبيل المثال، في قانون العقوبات: هل فعل المدعى عليه في ما يُتهم به؟
•الاختصاص الآخر هو القانون.  على سبيل المثال في قانون العقوبات: إذا فعل المدعى عليه ذلك، فما هي القواعد القانونية التي تنطبق؟
تنظر محكمة النقض في استئناف الأحكام الصادرة عن محاكم هاتين الولايتين.  محكمة النقض نفسها تحكم فقط في المسائل القانونية ؛  إنه لا يعيد محاولة الحقائق مرة ثالثة.
(النظام القانوني الفرنسي يميز بين)
•المحاكم المدنية المكلفة بالتقاضي بين الأشخاص
•الولايات القضائية الجزائية، التي تحكم في الاتهامات الإجرامية وقد تطبق عقوبات جزائية، عقوبات جنائية.

## التطور منذ الثورة الفرنسية
والتطرق إلى تنظيم القضاء الفرنسي لأول مرة من قانون 16 و 24 أغسطس 1790 الذي أنشأ قضاة الصلح.وكذلك تريبوناوكس دي المقاطعات (محاكم المقاطعات). انَ عمل القضاة والمحكمة بدورهم كمحاكم ابتدائية ومحاكم استئناف بالتناوب.  كما نص القانون نفسه على المحاكم التجارية. أما بالنسبة للمسائل الجنائية، تم إنشاء Tribunaux criminels (المحاكم الجنائية)، والتي تضمنت هيئة محلفين. تم
أعاد دستور السنة الثامنة لتنظيم نظام المحاكم.  واحتفظت بقضاة الصلح، لكنها فصلت محاكم الدرجة الأولى عن محاكم الاستئناف، التي ستصبح محاكم استئناف. تم إنشاء هيئات المحلفين الأولى في عام 1806. في المسائل الجنائية، يقتصر إصدار الأحكام الصادرة عن هيئة محلفين على الجرائم، وهي جريمة خطيرة يعاقب عليها بالسجن لمدة عشر سنوات أو أكثر.
في عام 1958، وإقصاء قضاة الصلح واستبدالهم ب محاكم المقاطعات والمحاكم العليا (وكذلك المحاكم الإصلاحية). وقد تم أُدخال قوانين التقارب في عام 2002، ولكن كان من المقرر استبعادها اعتبارًا من 1 يناير 2013.

## المحاكم المدنية من الدرجة الأولى
تعتبر الولاية القضائية المدنية من الدرجة الأولى محددة لدرجة أنه يمكن تقسيمها إلى عدة مجالات موضوعية (تجارية، واجتماعية، وريفية، وما إلى ذلك).  عندئذ يكون لهذه المحاكم الكلمة الحاسمة في تلك المواضيع.
تتمتع الولايات القضائية المدنية الأخرى من الدرجة الأولى بمجال أكثر عمومية، ولكنها مقسمة حسب طلب المساعدة، في أغلب الأحيان حسب طلبات مقدم الطلب.
هذا هو الحال في الولايات القضائية التالية:
•المحكمة العليا
•محكمة المقاطعة
•اختصاص القرب
عندما لا يتم تعيين التقاضي على وجه التحديد من قبل التشريع إلى ولاية قضائية أخرى، تكون المحكمة الابتدائية مسؤولة عن التقاضي بشأن المسائل التي تنطوي على أكثر من 10000 يورو.  ولكن بالنسبة للتقاضي الناشئ عن العقارات، فإن المحكمة القضائية لديها سلطة على التقاضي الذي يتم تقييمه حيث تتراوح الأضرار المحتملة بين 4 آلاف يورو و 10000 يورو، وتقدير هيئة القضاء التقريبي للتقاضي بمبلغ 4000 يورو أو أقل.  
في الممتلكات الفرنسية وراء البحار ويختلف التعيين أحيانًا عن هذا النمط والمحكمة الابتدائية، ويمارس سلطة المراجعة العامة على الولاية القضائية المدنية من الدرجة الأولى.
محاكم الأراضي الزراعية مسؤولة عن بعض أنواع التقاضي الريفي.
•السلطات الاجتماعية
•السلطات التجارية
•اختصاصات الأمن الاجتماعي والمساعدات الاجتماعية
•قضاء الأحداث المدني
يجوز (لقاضي الأحداث)، وفقًا للمادة 151-3 من قانون التنظيم القضائي، أن يفصل في أي مسألة تتعلق بتدابير المساعدة التعليمية وفقًا للشروط المحددة في المادة 375.